# FC Akron Togliatti
O FC Akron Togliatti (em russo: ФК «Акрон» Тольятти) é um clube profissional de futebol, fundado em 2018 na cidade de Togliatti, do Oblast de Samara, na Rússia. Joga atualmente a Premier League Russa.

## História
Em 2015, Pavel Morozov  (diretor e beneficiário do Akron Holding Group of Companies, uma associação industrial e metalúrgica) criou o Football Club Akron.
Disputou em 2018 a Liga de Futebol Amador da Rússia, na região de Volga, conquistando o terceiro lugar. Foi nesse ano que de fato o clube iniciou atividades.
O clube na temporada 2022–23 fez uma campanha histórica, e após eliminar quatro clubes moscovitas (Torpedo, Lokomotiv, Dínamo e Spartak, respectivamente), chegou na final regional da Copa da Rússia. Na decisão, o clube acabou perdendo para o Krasnodar nos pênaltis.
Em 2023–24, o clube conseguiu mais uma façanha: subir pela primeira vez á elite do futebol russo.  O clube conquistou o terceiro lugar na Primeira Divisão Russa, e teve que passar pelo Ural para garantir a promoção, em um placar agregado de 3-2. Com isso, na temporada 2024–25, irá participar da Premier League Russa.